# Salvo Monica
Salvo Monica (Ispica, 4 settembre 1917 – Siracusa, 7 febbraio 2008) è stato uno scultore italiano.
Cultore di filosofie etico-religioso-spirituali, seguace della Antroposofia di Rudolf Steiner,  vincitore della borsa di studio ha frequentato la Scuola d'Arte della Medaglia di Roma nel '37 e '38 e, nello stesso periodo, il corso di nudo presso l'Accademia di San Luca, ha conseguito la maturità artistica presso il liceo artistico di Palermo.
Ritornato in Sicilia dopo la guerra, nella quale ha speso più di cinque anni, dal 1944 al 1950 ha insegnato Scultura e Disegno presso la Scuola Statale d'Arte di Siracusa e poi, fino al 1978, Educazione Artistica nelle Scuole Medie Statali.

## Alcune sue opere

### Scultura

Monumento alla Resistenza(Ispica-Piazza dell'Unità d'Italia)

- La Pentecoste - Chiesa del Seminario, Catania
- La Resurrezione di Lazzaro - 1974, Ospedale S. Marta, Catania
- La Carità - 1980, Comune di Ispica
- La Giustizia - 1980, Comune di Ispica
- Donne di Sicilia, Comune di Ispica
- Monumento alla Resistenza - P.zza Maria Josè, Ispica
- I mestieri - 7 Pannelli decorativi ex cassa centrale di risparmio V. E., Siracusa
- Le comari - Museo di Noto

### Grafica
"Dalle sacre scritture", circa 80 grafiche, di cui fanno parte:
- Gesù è risorto - inchiostro acquerellato su carboncino
- Gesù muore - inchiostro acquerellato su carboncino
- Erodiade - inchiostro acquerellato su carboncino

### Poesia
- L'eco dell'anima - Siracusa, 1951
- La luce intravista - Siracusa, 1971
- Se non bruci non splendi - Siracusa, 1982
- Tra l'effimero e l'eterno - Siracusa, 1991
- Dal molteplice all'Uno - Siracusa, 1999
- Luci del tramonto - Siracusa, 2007

## Premi e riconoscimenti
- 1937 - Borsa di studio e primo premio alla Scuola dell'Arte della Medaglia - Roma
- 1938 - Primo premio alla Scuola dell'Arte della Medaglia - Roma
- 1938 - Premio all'Accademia di S. Luca - Roma
- 1973 - Secondo premio di poesia «Estate siracusana» - Siracusa
- 1973 - Premio «Carlo Capodieci» per la scultura - Siracusa
- 1974 - Primo classificato al Concorso Nazionale per la realizzazione del gruppo bronzeo «La Resurrezione di Lazzaro», Catania - Ospedale S. Marta
- 1975 - Il Comune di Ispica apre una galleria permanente che contiene una parte considerevole della produzione artistica dello scultore
- 1986 - VIII Premio «Grottasanta» di cultura e socialità - Premio per la scultura sacra
- 1996 - Premio Sicilia il Paladino per la scultura - Siracusa
- Nel 2005 a Marzamemi gli è stato attribuito il premio Artista del Novecento ed è stato inserito fra i Top 10 Artisti Siracusani.
- 2009 "Premio Ulisse" alla memoria, assegnato dal Comune di Ispica.
- 2017 "Omaggio a Salvo Monica" nel centenario della nascita, il comune di Ispica riapre la pinacoteca a palazzo Bruno.